# 말톨
말톨은 자연 발생하는 주로 향미증진제로 사용되는 유기 화합물이다. 잎갈나무속 나무의 수피, 솔잎, 계수나무의 잎, 볶은 엿기름에서 발견된다. 뜨거운 물, 클로로폼, 다른 극성 용매에 녹는 흰색 결정 분말이다. 솜사탕과 캐러맬의 냄새를 갖기 때문에, 말톨은 달콤한 향취를 내는 데 사용된다. 말톨의 달콤함은 갓 구운 빵의 향기를 더하고, 빵과 케이크에 향미증진제(INS No. 636)로 사용된다. EU의 식품첨가물로 등록되어 있지 않고 따라서 E-number를 갖지 않는다. Instead, maltol is registered as a flavor component in the EU.
누룩산과 같은 3-하이드록시-4-pryone 동류인 말톨은 Fe3+, Ga3+, Al3+, and VO2+와 같은 경금속 중심에 결합한다. 이 특징과 관련되어, 말톨은 체내 알루미늄 흡수율을 크게 증가시키고 갈륨과 철의 경구적 생물학적 이용 가능성을 증가시킨다.

## 어원
말톨(maltol)은 맥아(엿기름)(malt)의 달콤한 냄새에서 유래한 이름이다.

## 말톨의 유도체
우르비노 대학교에서 개발한 몇몇 합성 유도체들은, 어쩌면 암세포주의 세포자살을 유도하는 방법으로, 제한된 시험관 내 항증식성 활성을 보였다.

## 같이 보기
- 에틸 말톨
- 갈륨 말톨레이트
- 5-하이드록시말톨
- 아이소말톨